# Халворсен, Кристин
Кристин Халворсен (норв. Kristin Halvorsen, род. 2 сентября 1960) — норвежский политический деятель, министр финансов Норвегии с 17 октября 2005 по 20 октября 2009 года. Министр науки и образования во втором кабинете Столтенберга с 2009 по 2013 год. Обучалась педагогике и криминологии. В 1985 году стала членом Социалистической левой партии, а в 1997 году, после ухода Эрика Солхейма, была избрана её лидером. C 1989 года является членом Норвежского парламента.
В 2005 году левые социалисты в коалиции с Рабочей партией и Партией центра выиграли парламентские выборы. Образованное в их результате коалиционное правительство стало первым, в состав кабинета которого вошла Социалистическая левая партия. Халворсен стала 78-м министром финансов Норвегии и первой женщиной, занимавшей этот пост. В январе 2006 года она поддержала организованную в ответ на ситуацию в Палестине социалистической партией кампанию по бойкотированию произведённых в Израиле товаров. Также она стала первым норвежским партийным лидером, начавшим вести в интернете собственный блог.